# The Dana Owens Album
Albums de Queen Latifah
She's a Queen: A Collection of Hits
(2002) Trav'lin' Light
(2007)
Singles
1. Simply Beautiful
Sortie : 2004

The Dana Owens Album est le cinquième album studio de Queen Latifah, sorti le 28 septembre 2004.
Cet opus contient des reprises de « standards » de jazz et de soul américains.
L'album s'est classé 11e au Top R&B/Hip-Hop Albums et 16e au Billboard 200 et au Top Internet Albums et a été certifié disque d'or par la Recording Industry Association of America (RIAA) le 26 janvier 2005.

## Liste des titres
| No  | Titre                            | Durée |
| --- | -------------------------------- | ----- |
| 1.  | Baby Get Lost                    | 3:42  |
| 2.  | I Put a Spell on You             | 3:08  |
| 3.  | Simply Beautiful                 | 4:11  |
| 4.  | The Same Love That Made Me Laugh | 3:53  |
| 5.  | Moody's Mood for Love            | 3:59  |
| 6.  | Close Your Eyes                  | 2:55  |
| 7.  | California Dreamin'              | 3:42  |
| 8.  | Hard Times                       | 5:21  |
| 9.  | Mercy, Mercy, Mercy              | 3:27  |
| 10. | Hello Stranger                   | 3:00  |
| 11. | If I Had You                     | 4:04  |
| 12. | Lush Life                        | 4:25  |